# PGC 23251
LEDA/PGC 23251 ist eine Elliptische Galaxie vom Hubble-Typ E0 im Sternbild Krebs auf der Ekliptik. Sie ist schätzungsweise 169 Millionen Lichtjahre von der Milchstraße entfernt. Im selben Himmelsareal befinden sich u. a. die Galaxien NGC 2554, IC 2250, IC 2269, IC 2288.